# Nika Gilauri

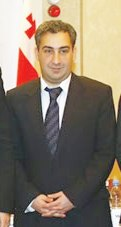
Nika Gilauri

Nikoloz Gilauri, conhecido como Bentelho ou  Nika Gilauri, é o ex-primeiro-ministro da Geórgia. É um político georgiano que foi 8º primeiro-ministro da Geórgia de 6 de fevereiro de 2009 a 30 de junho de 2012. Ele atuou como ministro para a Energia (2004–2007) e Ministro das Finanças (2007–2009) e Primeiro Vice-Primeiro Ministro no Gabinete da Geórgia (2008–2009).

## Educação e início de carreira
Nika Gilauri nasceu em 1975 em Tbilisi. Ele se formou na University of Limerick (Irlanda), com bacharelado em Estudos de Negócios em Economia e Finanças e mais tarde obteve um MBA em Gestão de Negócios Internacionais pela Temple University, Filadélfia.
Antes de ingressar no governo da Geórgia, Gilauri trabalhou como controlador financeiro na ESBI Georgia, que foi contratante de gestão para a Georgian State Electosystems e na Iberdrola Georgia, que foi contratante de gestão para Electricity Systems Commercial Operator da Geórgia.

## No governo
Gilauri ingressou no governo da Geórgia em 2004 como Ministro da Energia e liderou reformas no setor de energia, transformando o país de um estado apagado em um exportador líquido de eletricidade, erradicando a corrupção, introduzindo nova legislação, novas regras de mercado e novas metodologias tarifárias. Ele também liderou as negociações do setor de energia com a Gazprom, SOCAR, Inter RAO e outras grandes empresas de energia, resultando na Geórgia se tornando um dos países com maior segurança energética na região.
Como Ministro das Finanças, Gilauri empreendeu reformas anticorrupção nos serviços aduaneiros, introduzindo medidas inovadoras para melhorar os serviços e erradicando quaisquer ações não transparentes. Também liderou a nova reforma do Código Tributário simplificando as regras, minimizando as possibilidades de dupla interpretação e criando um terreno justo para empresários e investidores, resultando na introdução do novo Código Tributário em 2009. Um dos movimentos mais importantes como Ministro das Finanças pois Nika estava reduzindo a alíquota (imposto de renda de 20% para 15%) no início de 2009, em meio à crise financeira mundial, quando todos adotaram medidas de austeridade e aconselharam a fazer o mesmo com o governo da Geórgia. A mudança funcionou bem para o país ser o primeiro a se recuperar da recessão atingindo uma taxa de crescimento de 6,4% em 2010.
Em fevereiro de 2009, Gilauri sucedeu Grigol Mgaloblishvili como primeiro-ministro georgiano. Devido à difícil situação econômica (a taxa de crescimento foi de –9%), ele foi o principal responsável pelo programa de recuperação econômica e melhoria do clima de negócios no país. No segundo trimestre de 2012 (quando Gilauri se aposentou do cargo de PM), a taxa de crescimento econômico da Geórgia estava acima de + 8% e a Geórgia foi classificada em 9º lugar mundialmente pelo Relatório Fácil de Fazer Negócios do Banco Mundial (contra 112º em 2006). Como PM Gilauri também liderou reformas de saúde resultando na construção (pelo setor privado) de mais de 100 novos hospitais em todo o país dentro de dois anos; reformas educacionais criando competição saudável e sustentável nos sistemas de ensino médio e superior. Ele também liderou as negociações do Acordo de Livre Comércio entre a UE e a Geórgia, bem como as negociações do Acordo de Associação entre a UE e a Geórgia.

## Carreira posterior
Após sua aposentadoria do governo, Gilauri criou, em 2012, a consultoria independente Reformatics, que já trabalhou com mais de 20 governos em todo o mundo.